# Fontaines-en-Sologne
Fontaines-en-Sologne és un municipi francès, situat al departament del Loir i Cher i a la regió de Centre – Vall del Loira. L'any 2007 tenia 582 habitants.

## Demografia

### Població
El 2007 la població de fet de Fontaines-en-Sologne era de 582 persones. Hi havia 232 famílies, de les quals 46 eren unipersonals (27 homes vivint sols i 19 dones vivint soles), 76 parelles sense fills, 95 parelles amb fills i 15 famílies monoparentals amb fills.
La població ha evolucionat segons el següent gràfic:
Habitants censats

### Habitatges
El 2007 hi havia 306 habitatges, 230 eren l'habitatge principal de la família, 44 eren segones residències i 32 estaven desocupats. 298 eren cases i 4 eren apartaments. Dels 230 habitatges principals, 185 estaven ocupats pels seus propietaris, 37 estaven llogats i ocupats pels llogaters i 9 estaven cedits a títol gratuït; 1 tenia una cambra, 12 en tenien dues, 45 en tenien tres, 71 en tenien quatre i 101 en tenien cinc o més. 183 habitatges disposaven pel capbaix d'una plaça de pàrquing. A 82 habitatges hi havia un automòbil i a 132 n'hi havia dos o més.

### Piràmide de població
La piràmide de població per edats i sexe el 2009 era:
| Homes | Edats   | Dones |
| ----- | ------- | ----- |
| 0     | 95 o +  | 0     |
| 0     | 90 a 94 | 4     |
| 0     | 85 a 89 | 0     |
| 4     | 80 a 84 | 4     |
| 12    | 75 a 79 | 24    |
| 4     | 70 a 74 | 12    |
| 16    | 65 a 69 | 12    |
| 24    | 60 a 64 | 16    |
| 32    | 55 a 59 | 28    |
| 16    | 50 a 54 | 28    |
| 28    | 45 a 49 | 8     |
| 12    | 40 a 44 | 20    |
| 20    | 35 a 39 | 16    |
| 16    | 30 a 34 | 16    |
| 16    | 25 a 29 | 12    |
| 16    | 20 a 24 | 8     |
| 24    | 15 a 19 | 16    |
| 20    | 10 a 14 | 20    |
| 8     | 5 a 9   | 12    |
| 16    | 0 a 4   | 8     |

## Economia
El 2007 la població en edat de treballar era de 349 persones, 274 eren actives i 75 eren inactives. De les 274 persones actives 261 estaven ocupades (142 homes i 119 dones) i 13 estaven aturades (7 homes i 6 dones). De les 75 persones inactives 37 estaven jubilades, 17 estaven estudiant i 21 estaven classificades com a «altres inactius».

### Ingressos
El 2009 a Fontaines-en-Sologne hi havia 244 unitats fiscals que integraven 625,5 persones, la mediana anual d'ingressos fiscals per persona era de 17.735 €.

### Activitats econòmiques
Dels 29 establiments que hi havia el 2007, 1 era d'una empresa alimentària, 3 d'empreses de fabricació d'altres productes industrials, 2 d'empreses de construcció, 7 d'empreses de comerç i reparació d'automòbils, 2 d'empreses de transport, 2 d'empreses d'hostatgeria i restauració, 1 d'una empresa d'informació i comunicació, 2 d'empreses financeres, 4 d'empreses de serveis, 1 d'una entitat de l'administració pública i 4 d'empreses classificades com a «altres activitats de serveis».
Dels 3 establiments de servei als particulars que hi havia el 2009, 1 era una lampisteria, 1 electricista i 1 perruqueria.
L'únic establiment comercial que hi havia el 2009 era una botiga d'equipament de la llar.
L'any 2000 a Fontaines-en-Sologne hi havia 23 explotacions agrícoles que ocupaven un total de 810 hectàrees.

## Equipaments sanitaris i escolars
El 2009 hi havia una escola elemental integrada dins d'un grup escolar amb les comunes properes formant una escola dispersa.

## Poblacions més properes
El següent diagrama mostra les poblacions més properes.